# Громов, Валерий Сергеевич
Валерий Сергеевич Громов (7 ноября 1923, Тверская губерния — 23 мая 2004, Рига) — советский и латвийский учёный в области химии древесины, член-корреспондент Латвийской Академии наук (1982).

## Биография
Родился в деревне Мигуново Ржевского уезда Тверской губернии в семье сельских учителей.
В июле 1941 года призван в армию, окончил Калининское училище химической защиты, участник Великой Отечественной войны. Демобилизовался в декабре 1945 года.
Поступил на химический факультет Латвийского государственного университета, который окончил c отличием в 1951 г. по специальности «Химическая переработка древесины».
Работал в Институте лесохозяйственных проблем Академии наук Латвийской ССР (ныне Институт химии древесины): младший научный сотрудник (1952—1958), старший научный сотрудник (1958—1964), руководитель Лаборатории субмикроскопической структуры древесины (1964—1986), одновременно с 1973 года заместитель директора института по научной работе, в 1984—1986 годах — директор института. С 1986 года до ухода на пенсию в 1991 году — научный консультант.
Кандидат технических наук (1957), доктор технических наук (1974), хабилитированный доктор инженерных наук (1992), профессор (1979), член-корреспондент Латвийской Академии наук (1982). Эмеритированный профессор (1997).
Умер 23 мая 2004 года в Риге.
Сфера научных интересов — исследование субмикроскопической структуры клеточных стенок древесины и целлюлозы, проблемы комплексного использования древесины. Под его руководством разработаны новые технологии производства целлюлозы.
Член редколлегии и главный редактор журнала «Химия древесины» (1972—1985).
Научный вклад: более 250 публикаций, 26 авторских свидетельств на изобретения и 4 патента (США, Канада, Швеция и Финляндия).